# Parafia św. Jana Chrzciciela w Brzozowej
Parafia pw. św. Jana Chrzciciela w Brzozowej – rzymskokatolicka parafia należąca do dekanatu Korycin, archidiecezji białostockiej, metropolii białostockiej.

## Zasięg parafii
Do parafii należą wierni z następujących miejscowości:  Brzozowa i Bobrówka.